# Diretmichthys parini
El malcarado de Parin es la especie Diretmichthys parini, la única del género monoespecífico Diretmichthys, un pez marino de la familia dirétmidos, distribuida ampliamente por prácticamente todos los mares y océanos tanto de aguas templadas como tropicales.

## Anatomía
Cuerpo algo comprimido y de color negro grisáceo. La punta de la aleta pélvica llega hasta el origen de la aleta anal. No tienen espinas ni en la aleta dorsal ni en la anal.

## Hábitat y biología
Vive en ambiente batipelágico profundo entre 0 y 2100 metros de profundidad, aunque los juveniles viven más cerca de la superficie. Los adultos se alimentan comiendo plancton, de forma similar a otras especies de esta familia. Se han encontrado ejemplares a más de dos kilómetros de profundidad.
Se alimentan de pequeños crustáceos y organismos planctónicos.
Son ovíparos y se reproducen durante todo el año.